# Селбивилл
Селбивилл (англ. Selbyville) — город в округе Сассекс в штате Делавэр США. По данным переписи 2020 года, численность населения составляла 2878 человек.

## Население
| 2010 | 2020  |
| ---- | ----- |
| 2167 | ↗2878 |